# Krzywda (Iwanowice)
Krzywda – część wsi Iwanowice w Polsce, położona w województwie wielkopolskim, w powiecie kaliskim, w gminie Szczytniki.
W latach 1975–1998 Krzywda należała administracyjnie do województwa kaliskiego.